# Jack Cover
John "Jack" Higson Cover, Jr., né le 6 avril 1920 et mort le 7 février 2009, d'une pneumonie, est l'inventeur du pistolet à impulsion électrique.

## Biographie
Né à New York, Jack Cover a grandi à Chicago où il obtient un doctorat en physique nucléaire. Durant la Seconde Guerre mondiale, il est pilote d'essais pour l'US Air Force, puis devient scientifique à la North American Aviation de 1952 à 1964 et travaille également pour la NASA, IBM et Hughes Aircraft.
En 1970, il fonde la société TASER nommé d'après un roman de Tom Swift : Thomas A. Swift's Electric Rifle (pistolet électrique de Thomas A. Swift).

## Brevet
- (en) Brevet U.S. 3803463 July 10, 1972; Weapon for Immobilization and Capture (Arme pour immobilisation et capture).